# Callendorp

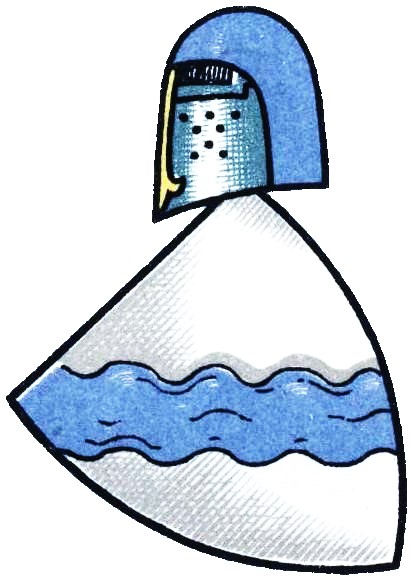
Wappen derer von Callendorp

Die Herren von Callendorp (auch: Callendorf) waren ein westfälisches Adelsgeschlecht.

## Geschichte
Das Geschlecht hatte Besitzungen im Mindenschen, Osnabrückschen und Lippeschen. Bereits im 13. Jahrhundert war das Gebiet Kalldorfs größtenteils im Besitz der Herren von Callendorp, die der Ortschaft ihren Namen gaben. 
1359 gingen mehrere Güter im lippischen Norden, darunter auch der Tieß-Hof und der Pedeler Sundern-Hof in Pehlen, in den Besitz des Friedrich von Callendorp, Ritter auf der Burg Varenholz über. Von 1350 bis 1370 ersetzte Ritter Gottschalk von Callendorp den ersten Chorraum der Kirche Langenholzhausen durch einen hochgotischen Neubau mit einer 5-seitigen Apsis.
Die Familie erlosch 1445. Nach Aussterben des Rittergeschlechts Callendorp ging deren Besitzungen an die Familie de Wend über, dem mächtigsten Rittergeschlecht im lippischen Norden.

## Persönlichkeiten
- Heinrich von Callendorf (erw. 1354), Domherr des Mindener Doms[3]

## Wappen
Blasonierung: In Silber ein rechtsschräger, blauer Fluss.
Max von Spießen geht davon aus, dass das Wappen richtigerweise wohl eher ein rechtsschräg gestelltes Ammonshorn darstellt. Helmzier und Helmdecken sind nicht bekannt.